# Aparigraha

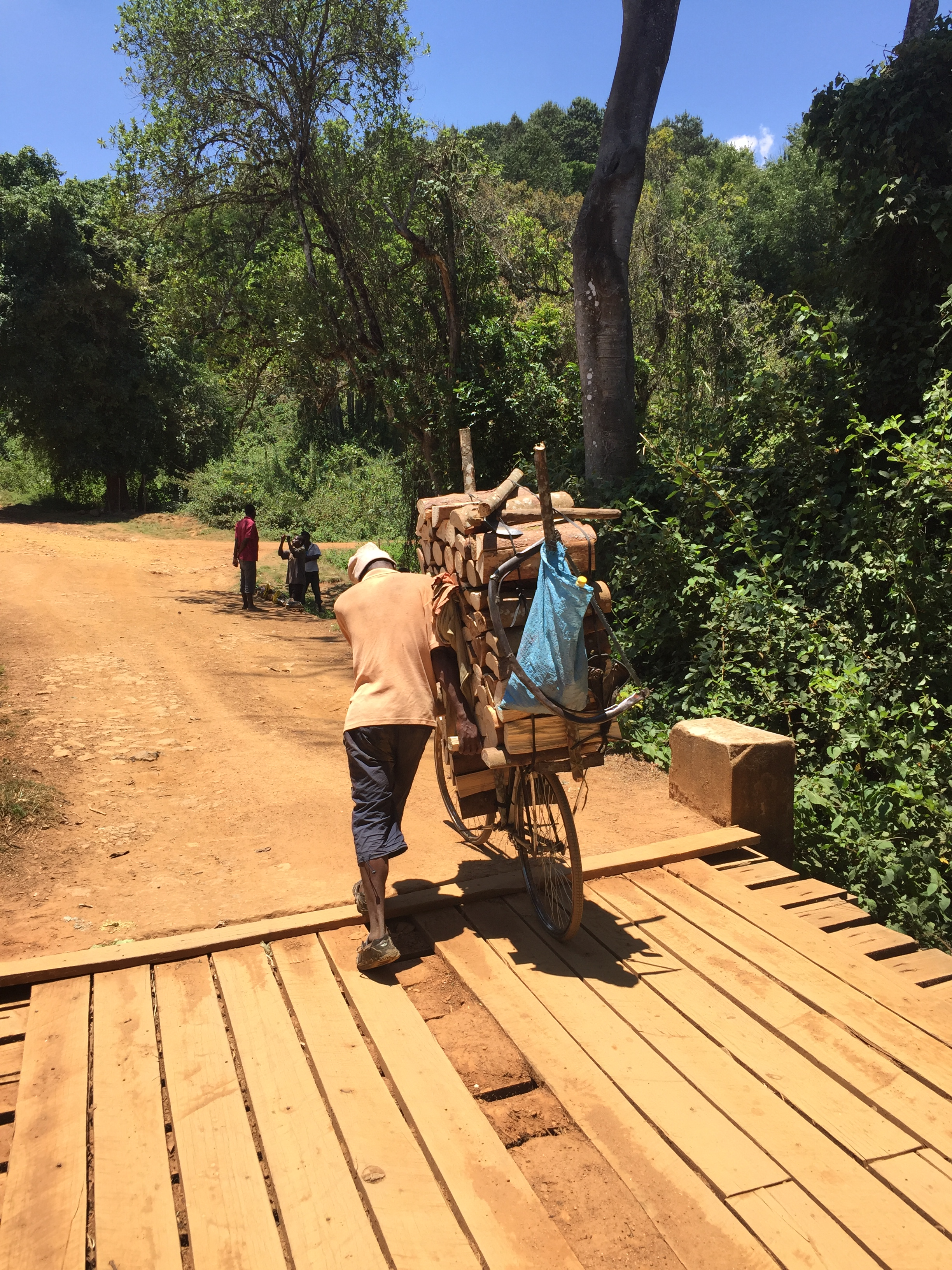
Hombre transportando sus pertenencias

Aparigrajá (अपरिग्रह, en escritura devánagari y aparigraha, en el sistema IAST de transliteración) es un término sánscrito que se refiere a la ‘no posesión’.
Es una idea que se atribuye a las tradiciones del jainismo y el yoga. El término normalmente hace referencia a limitar las posesiones a lo fundamental, teniendo en cuenta que esto cambia con el tiempo. Los ascetas hindúes (sadhús) no tienen prácticamente ninguna posesión.

## En la religión jaina
La no posesión es uno de los cinco votos del jainismo, junto con:
- a-steia (‘no robar’)
- ajimsá (‘no violencia’)
- brahmacharia (celibato) y
- an-ekanta-vada (‘no [tener] una única creencia’, escepticismo).[2]

## En el yoga
En el método de yoga conocido como rāja yoga, el aparigrajá es uno de los iamas (‘actitudes a controlar’), junto con:
- asteya (‘no robar’)
- ajimsá (‘no violencia’)
- brahmacharia (control de la energía sexual).
- satia (‘veracidad’)